# San Pedro, Dolores Hidalgo
San Pedro är en ort i Mexiko.   Den ligger i kommunen Dolores Hidalgo och delstaten Guanajuato, i den centrala delen av landet, 250 km nordväst om huvudstaden Mexico City. San Pedro ligger 1 995 meter över havet och antalet invånare är 388.
Terrängen runt San Pedro är platt åt nordost, men åt sydväst är den kuperad. Terrängen runt San Pedro sluttar norrut. Runt San Pedro är det ganska tätbefolkat, med 80 invånare per kvadratkilometer. Närmaste större samhälle är Palo Colorado, 13,7 km sydväst om San Pedro. Omgivningarna runt San Pedro är i huvudsak ett öppet busklandskap.